# Sosialistisk folkeparti
Sosialistisk folkeparti (SF) var ett norskt politisk parti som bildades 1961 på grund av missnöje med Arbeiderpartiet, speciellt dess utrikespolitik. Partiet upplöstes 1975.

## Historia
Vid valet till Stortinget 1961 fick man 2,4% av rösterna och 2 mandat. Eftersom Arbeiderpartiet och de borgerliga hade 74 mandat var fick SF en vågmästarroll som man använde för att fälla Regeringen Gerhardsen III 1963. Den efterträddes av Regeringen Lyng, den första borgerliga regeringen i Norge efter kriget. Vid Stortingsvalet 1965 fick SF 6,0% och 2 mandat.
Samtidig började partiets ungdomsförbund Sosialistisk Ungdomsforbund (SUF) att röra sig mot revolutionär marxism vilket ledde till en brytning 1969. Bildandet av Arbeidernes Kommunistparti, Rød Ungdom och Rød Valgallianse är direkta följder av detta. SF ramlade ur Stortinget vid valet 1969 men fick en representant efter att Arne Kielland gick över från Arbeiderpartiet 1972. SF var den viktigaste kraften bakom bildandet av Sosialistisk Valgforbund som senare blev till Sosialistisk Venstreparti som i hög grad kan ses som SF:s direkta efterträdare.

## Partiledare
- 1961-1969 Knut Løfsnes
- 1969-1971 Torolv Solheim
- 1971-1973 Finn Gustavsen
- 1973-1975 Stein Ørnhøi

## Stortingsval 1961-1969
| År   | Procent av rösterna | Antal mandat |
| ---- | ------------------- | ------------ |
| 1961 | 2,4%                | 2            |
| 1965 | 6,0%                | 2            |
| 1969 | 3,4%                | 0            |

## Fylkestingsval 1963-1971
| År   | Procent av rösterna |
| ---- | ------------------- |
| 1963 | 2,8%                |
| 1967 | 5,1%                |
| 1971 | 4,0%                |